# Брик Михайло Теодорович
Бри́к Миха́йло Теодо́рович (1 січня 1941, с. Юстинівка, Підгаєцький район, Тернопільська область — 5 березня 2006, Київ) — професор, доктор хімічних наук, перший віце-президент Національного університету «Києво-Могилянська академія» (2000—2006), Заслужений діяч науки і техніки України (2005).

## Життєпис
Народився 1 січня 1941 року в селі Юстинівка на Тернопільщині. Закінчив Кременецький державний педагогічний інститут. У 1962—1965 роках навчався в аспірантурі Інституту хімії високомолекулярних сполук НАН України. У 1967 році захистив кандидатську дисертацію в галузі хімії полімерів. Працював також в Інституті колоїдної хімії і хімії води імені А. В. Думанського, де захистив у 1981 році кандидатську дисертацію на тему «Полімеризацію кремнійорганічних мономерів на твердій поверхні дисперсних твердих тіл».
Михайло Брик читав курси з мембранології у Київському політехнічному інституті, Києво-Могилянській академії. У НаУКМА обіймав посаду завідувача кафедри хімії з 1998 року, а з 2000 — першого віце-президента, віце-президента по роботі зі студентами.
Помер 5 березня 2006 у Києві.

## Науковий доробок

Другий том «Енциклопедії мембран»

Михайло Брик є автором понад 330 наукових праць, зокрема 12 книжок, 35 наукових оглядів, 25 патентів та авторських свідоцтв на винаходи. Під його керівництвом було захищено 9 кандидатських та 1 докторську дисертацію.
Ще за життя Михайла Брика був опублікований перший том «Енциклопедії мембран». Другий том був опублікований вже після його смерті.